# ألمار ممادياروف
ألمار محرم أغلو ممادياروف - (بالأذربيجانية: Elmar Məhərrəm oğlu Məmmədyarov) (يوليو 1960،مدينة باكو)، وزير الخارجية في جمهورية أذربيجان منذ 2 أبريل 2004،
ودبلوماسي ورجل دولة في أذربيجان.

## حياته
ولد ألمار محرم أغلو ممادياروف في 2 يوليو عام 1960 في ريف يايجي، ناحية جولفة، جمهورية نخجوان الذاتية، شارك في الجبهة الشرقية (الحرب العالمية الثانية)، وهو عضو في أكاديمية العلوم الوطنية الأذربيجانية، وحاصل عى دكتوراة في العلوم.
تلقى دراسته ألمار ممادياروف في كلية العلاقات الدولية والقانون الدولي بجامعة تاراس شفتشينكو الوطنية في كييف في 1977-1982. ومنذ 2004 ألمار ممادياروف هو وزير الخارجية في جمهورية أذربيجان. وهو يجيد الروسية والإنجليزية والتركية. ومتزوج ولديه طفلان.

## المسئوليات والوظائف
- في 1982-1988: سكرتير أول، في وزارة خارجية جمهورية أذربيجان في جمهورية أذربيجان الاشتراكية السوفيتية.
- بين 1989-1990، عمل في مركز تخطيط السياسة الخارجية لجامعة براون في الولايات المتحدة.
- في 1991-1992، رئيس قسم بروتوكول الحكومة في وزارة خارجية جمهورية أذربيجان.
- في 1992-1995، سكرتير أول في التمثيل الدائم لجمهورية أذربيجان لدى الأمم المتحدة.
- في 1995-1998، رئيس إدارة المنظمات الدولية لدى وزارة خارجية جمهورية أذربيجان.
- في 1998-2003، مستشار سفارة جمهورية أذربيجان في الولايات المتحدة.
- في 2003، حصل رتبة سفير فوق العادة ومفوض.
- بين 2003-2004، سفير فوق العادة ومفوض لجمهورية أذربيجان في الجمهورية الإيطالية.
- في 2 أبريل 2004، وزير الخارجية في جمهورية أذربيجان.[3]
- 15 سبتمبر 2005، رئيس الجنة الوطنية لجمهورية أذربيجان لدى اليونسكو، بموجب قرار رئيس جمهورية أذربيجان إلهام علييف.
- في 2009، حصل على وسام «كومندور» من أجل توسيع العلاقات بين أذربيجان وبولندا بموجب مرسوم رئيس بولندا ليخ كاتشينسكي